# Exsilirarcha graminea
Exsilirarcha graminea är en fjärilsart som beskrevs av John Tenison Salmon och Bradley 1956. Exsilirarcha graminea ingår i släktet Exsilirarcha och familjen Crambidae. Inga underarter finns listade i Catalogue of Life.